# Aleksandr Obreixkov
Aleksandr Todorov Obreixkov (Александър Тодоров Обрешков), conegut com a Sanko (Санко) és un director i guionista búlgar.

## Biografia
Va néixer a la ciutat de Sofia el 10 de febrer de 1935. L'any 1959 es va graduar a la HTI de la seva ciutat natal amb una llicenciatura en enginyeria química.
Té interessos especials en les arts aplicades. Va participar en tres exposicions generals d'art aplicat de la СБХ.
Des de 1964, va treballar com a artista contractat a la Televisió Nacional de Bulgària, a l'estudi de pel·lícules de cròniques i documentals, a l'estudi de pel·lícules d'animació (l'anomenat "Multfilm", després l'estudi de pel·lícules d'animació - SAF), als Estudis de pel·lícules populars de ciència (SNPF). Des de 1967 va ser director a SNPF, i des de 1974 a Feature Film Studio (SIF), més tard SIF "Boyana". A la dècada de 1980, també va ser director a l'estudi de cinema de televisió "Ekran".
És membre de la Unió de Cineastes Búlgars (SBFD).

## Filmografia
- Tzviat i psihika (curtmetratge, 1970)
- Kogato vremeto e nashe (curtmetratge, 1972)
- Tozi istinski maj (1975)
- Badi blagoslovena (1978)
- Nepalnoletie (1981)
- Tzvetovete na izgreva (sèrie de televisió, 1987)